# Barrocci romani
Barrocci romani è un dipinto a tempera su tela di Giovanni Fattori, realizzato nel 1872-73 e conservato alla Galleria d'Arte Moderna presso palazzo Pitti, a Firenze.

## Descrizione
Realizzata durante il soggiorno romano del 1873, la tela rappresenta un ambiente in cui vi sono quattro cavalli esausti e ansimanti, dopo aver portato in groppa i loro padroni. Dei vari equini uno è seduto a terra, un altro ha la sella e gli ultimi due stanno ancora trainando il barroccio, ovvero un veicolo a due ruote impiegato per il trasporto di merce. Vi è un unico uomo nella scena, ritratto sullo sfondo: si tratta del padrone dei cavalli ed è colto mentre si sta riposando, sfiancato come le bestie.
Sullo sfondo si profila un muro giallastro calcinato dal sole, visto in prospettiva trasversale, che taglia schematicamente l'orizzonte e mette in rilievo la vastità dello spazio. Il muro, caratterizzato da una perfetta geometria, presenta una grandissima tensione volumetrica e interrompendosi di colpo restituisce l’idea di un tempo bloccato.
Dal punto di vista tecnico i personaggi, descritti con tonalità chiare e uniformi, sono messi volumetricamente in risalto dal rapporto fra il disegno e la pennellata a macchie. La scena è giocata su una luce molto intensa e la sensazione che ne deriva è quella, immobile e triste, del sospendersi della vita durante un'afosa gionata d'estate.